# Vlootbeek (beek)

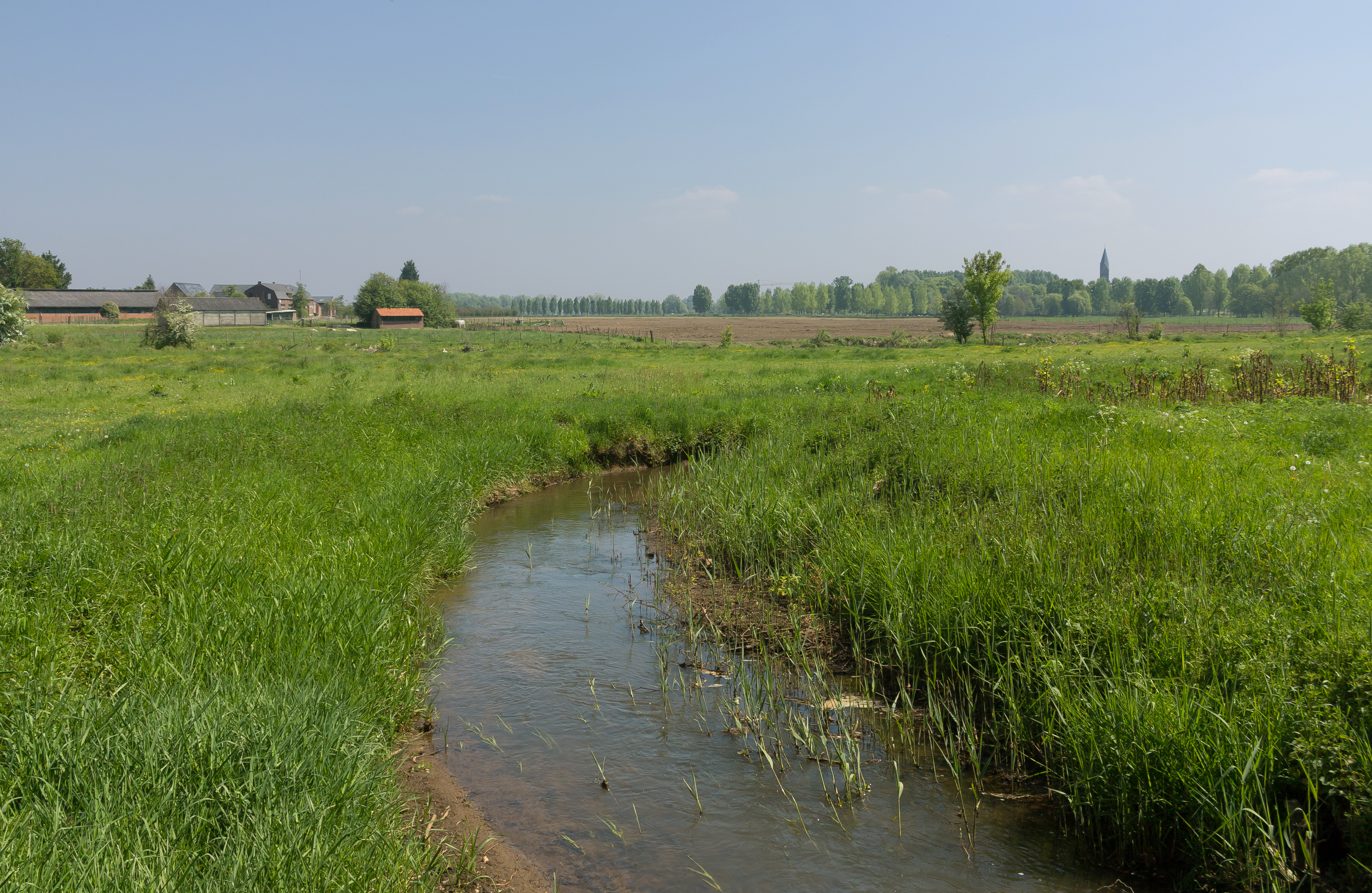
De Vlootbeek in de Linnerweerd

De Vlootbeek, in Duitsland Flutgraben geheten, is een beek in de Duitse deelstaat Noordrijn-Westfalen en de Nederlandse provincie Limburg. De beek ontspringt in de gemeente Heinsberg,  in de wijk Kirchhoven, langs de Horsterweg. De beek volgt de bebouwde kom voor 2,5 kilometer, en komt dan samen met de Jägergraben. Na door het Kitscher Bruchbos te gaan, gaat de Flutgraben onder Hickeswinkel, de straat die de dorpen Haaren en Karken verbindt. De beek splitst op in de nog steeds geheten Vlootbeek en de Schaafbach, die 1,5 kilometer naar het noordoosten in de Roer mondt. 25 meter nadat de beek splitst, mondt de Kitschbach (die van Haaren komt) in de Vlootbeek. De beek kruist op ditzelfde punt de Duits-Nederlandse grens bij Karken tussen Voorst en Posterholt en  gaat verder langs Posterholt. De Vlootbeek splitst, de ene kant heet nog steeds Vlootbeek, en de andere kant heet de Leigraaf. Na langs het vakantiepark “‘t Posterbos" te gaan komen de Leigraaf en Vlootbeek weer samen. Na ongeveer vier kilometer en veel bochten komt de Vlootbeek aan in Montfort. De beek volgt de rand van de bebouwde kom en gaat verder naar het westen. Na het volgen van de Eerselenweg mondt de Putbeek in de vlootbeek, en gaat de Vlootbeek naar het noordoosten. De beek gaat naar kampeercentrum Reigershorst en ongeveer 100 meter verder mondt de Vulensbeek in de Vlootbeek. De Vulensbeek komt vanuit Slek, en gaat via Pey, Hingen en Sint Joost naar Montfort. Nadat de Vlootbeek (Door het water van de Vulensbeek) 3 meter breed is geworden, gaat de beek naar het noorden. De Vlootbeek komt door verschillende velden. Na een scherpe gegraven bocht naar rechts komt de Vlootbeek aan bij de Stationsweg, die Montfort en Linne verbindt. Vlak voor deze straat gaat de vlootbeek (weer in een gegraven bocht) naar links, recht op de zuidelijke kant van Linne af. De beek gaat in een rechte lijn onder de A73, het treinspoor en de Rijksweg door. Vanaf hier volgt de vlootbeek in een rechte lijn de Grachtweg. In het bos heeft de Vlootbeek veel bochtjes en er bevindt zich een beverdam met een watervalletje waar de Vlootbeek ongeveer 40 centimeter naar beneden gaat. De beek neemt een bocht naar rechts, volgt de Karkolkweg en stroomt de Linnerweerd in. Door het platteland stroomt de beek overal op ongeveer dezelfde hoogte. De Vlootbeek mondt bij Linne uit in de Maas. De lengte bedraagt (op Nederlands gebied) ongeveer 17,5 km.
Hoewel voor het grootste deel vergraven is de Vlootbeek van huis uit een natuurlijke beek, die liep in een oude bedding van de Roer. Tussen 1650 en 1653 werd het deel achter Kasteel Montfort gegraven om de omgeving van dit kasteel te ontwateren. Ook werd door de beek kalkrijk water naar de ontgonnen veengebieden, zoals Grootbroek, geleid. De beek heeft een natuurlijk verloop in de natuurgebieden Munningsbos en 't Sweeltje, gelegen tussen Montfort en Posterholt. Onder meer het Pimpernelblauwtje komt in het dal van de Vlootbeek voor.
De vallei van de Vlootbeek is ook archeologisch van belang. Er zijn vindplaatsen van voorwerpen uit het Vroeg-Mesolithicum.
Het gebied van de beek was tot 1980 in het beheer van het waterschap Vlootbeek.

## Watermolens
Op de beek hebben verschillende watermolens gestaan, te weten:
- Watermolen bij kasteel Annendael bij Posterholt
- Watermolen tussen Montfort en St. Joost bij Montfort
- Linnermolen bij Linne